# Кумана
Кумана — місто на північному сході Венесуели. Столиця і найбільше місто штату Сукре.
Населення — 270 тис. осіб (2001).

## Географія
Місто розташоване на березі Карибського моря, біля південного входу в затоку Каріако, за 300 км східніше Каракасу.

### Клімат
Місто знаходиться в зоні, яку характеризує клімат тропічних саван. Найтепліший місяць — травень із середньою температурою 28.3 °C (83 °F). Найхолодніший місяць — січень, із середньою температурою 26.1 °С (79 °F).
| Клімат Кумани           | Клімат Кумани | Клімат Кумани | Клімат Кумани | Клімат Кумани | Клімат Кумани | Клімат Кумани | Клімат Кумани | Клімат Кумани | Клімат Кумани | Клімат Кумани | Клімат Кумани | Клімат Кумани | Клімат Кумани |
| Показник                | Січ.          | Лют.          | Бер.          | Квіт.         | Трав.         | Черв.         | Лип.          | Серп.         | Вер.          | Жовт.         | Лист.         | Груд.         | Рік           |
| Абсолютний максимум, °C | 32            | 33            | 33            | 39            | 36            | 37            | 37            | 35            | 36            | 36            | 35            | 33            | 39            |
| Середній максимум, °C   | 28            | 28            | 30            | 30            | 31            | 30            | 30            | 30            | 31            | 31            | 30            | 28            | 30            |
| Середня температура, °C | 26            | 26            | 27            | 27            | 28            | 27            | 27            | 27            | 27            | 27            | 27            | 26            | 27            |
| Середній мінімум, °C    | 23            | 23            | 23            | 25            | 25            | 25            | 24            | 24            | 24            | 23            | 23            | 23            | 24            |
| Абсолютний мінімум, °C  | 15            | 17            | 18            | 20            | 20            | 21            | 19            | 20            | 17            | 21            | 15            | 18            | 15            |
| Днів з дощем            | 3             | 4             | 1             | 1             | 5             | 11            | 12            | 11            | 10            | 9             | 11            | 8             | 86            |
| ----------------------- | ------------- | ------------- | ------------- | ------------- | ------------- | ------------- | ------------- | ------------- | ------------- | ------------- | ------------- | ------------- | ------------- |
| Джерело: Weatherbase    |               |               |               |               |               |               |               |               |               |               |               |               |               |

## Історія
Місто засноване в 1523 році — це перше постійне поселення європейців у Південній Америці. Місто сильно постраждало під час землетрусів 1766, 1797 та 1926 рр.

## Економіка
Великий морський порт. Відвантаження кави, цукрової тростини, тютюну. Текстильна промисловість.

## Люди пов'язані з містом
- Антоніо Хосе де Сукре - латиноамериканський військовий діяч (народився в Кумані)